# NGC 4425
NGC 4425 é uma galáxia espiral barrada (SB0-a) localizada na direcção da constelação de Virgo. Possui uma declinação de +12° 44' 05" e uma ascensão recta de 12 horas, 27 minutos e 13,3 segundos.
A galáxia NGC 4425 foi descoberta em 17 de Abril de 1784 por William Herschel.